# Richard Walter Pohl
Richard Walter Pohl ( * 1916 - 1993 ) fue un botánico, y agrostólogo estadounidense.

## Algunas publicaciones
- 1975. Keys to Iowa vascular plants. Ed. Kendall/Hunt

## Libros
- 1947. A taxonomic study on the grasses of Pennsylvania. Ed. University Press (Notre Dame, Indiana). pp. 513-604
- 1954. How to know the grasses. Pictured-keys for determining the common and important American grasses, with suggestions and aids for their study. Ed. W.C. Brown Co. Dubuque, Iowa. 192 pp.
- 1976. New species of Digitaria, Pennisetum, and Poa (Gramineae) from Costa Rica. Ed. Field Museum of Natural History (Chicago, Ill) Fieldiana v: 38, Nº 2
- 1980. Family #15, Gramineae. Flora Costaricensis, Fieldiana nueva ser. Nº 4. Ed. Field Museum of Natural History (Chicago). 608 pp.
- agnes Chase, lynn g Clark, richard w Pohl. 1996. Agnes Chase's First Book of Grasses. Ed. Smithsonian; 4ª ed. 127 pp. ISBN 1-56098-656-5

- La abreviatura «R.W.Pohl» se emplea para indicar a Richard Walter Pohl como autoridad en la descripción y clasificación científica de los vegetales.[1]

- «Richard Walter Pohl». Índice Internacional de Nombres de las Plantas (IPNI). Real Jardín Botánico de Kew, Herbario de la Universidad de Harvard y Herbario nacional Australiano (eds.).
- Wikispecies tiene un artículo sobre Richard Walter Pohl.

- Datos: Q6108722
- Especies: Richard Walter Pohl

1. ↑  Todos los géneros y especies descritos por este autor en IPNI.